# Джош Гатчерсон
Джо́шуа Ра́ян «Джош» Га́тчерсон (англ. Joshua Ryan Hutcherson; 12 жовтня 1992, Юніон, Кентуккі, США) — американський актор кіно і телебачення.
Джош Гатчерсон почав зніматися на початку 2000-х, з'являючись у кількох невеликих фільмах і телевізійних ролях. Згодом він отримав багато головних ролей: 2005 року у фільмах «Маленький Мангеттен» і «Затура: Космічна пригода», в комедії 2006 року «Дурдом на колесах», 2007 року в сімейному пригодницькому фільмі «Пожежний пес», в екранізаціях «Міст у Терабітію», «Подорож до центру Землі». 30 березня 2008 року Гатчерсон здобув нагороду Young Artist Awards в категорії «Найкраще виконання в художньому фільмі — провідний молодий актор». Гатчерсона також було показано у Спеціальному Підлітковому випуску шоу від MTV «Хати». 2012 року зіграв Піту Мелларка у серії фільмів «Голодні ігри».
Протягом усієї своєї кар'єри Гатчерсон виявляв інтерес до режисури та продюсування. Він був виконавчим продюсером «Покарання», «Фальсифікатор» та «Ескобар: Втрачений рай», а також зіграв головні ролі у кожному з фільмів.

## Біографія
Джош Гатчерсон народився в місті Юніон, штат Кентуккі. Його мати Мішель, яка зараз допомагає йому, — колишня співробітниця авіакомпанії «Delta Air Lines». Батько Кріс Гатчерсон — аналітик Управління з охорони навколишнього середовища США. Молодший брат Коннор (нар. 2 травня 1996) — також актор. У Джошуа є англійські, шотландські, німецькі та ірландські корені.
У Гатчерсона є дві собаки — Дизель і Ніксон (порода німецький боксер).
Джош виявив бажання стати актором, коли йому було чотири роки, але тільки 2002 року, у дев'ятирічному віці, почав прослуховування для ролей. Він переїхав з Юніона до Каліфорнії через обмежені можливості в маленькому місті.

## Кар'єра

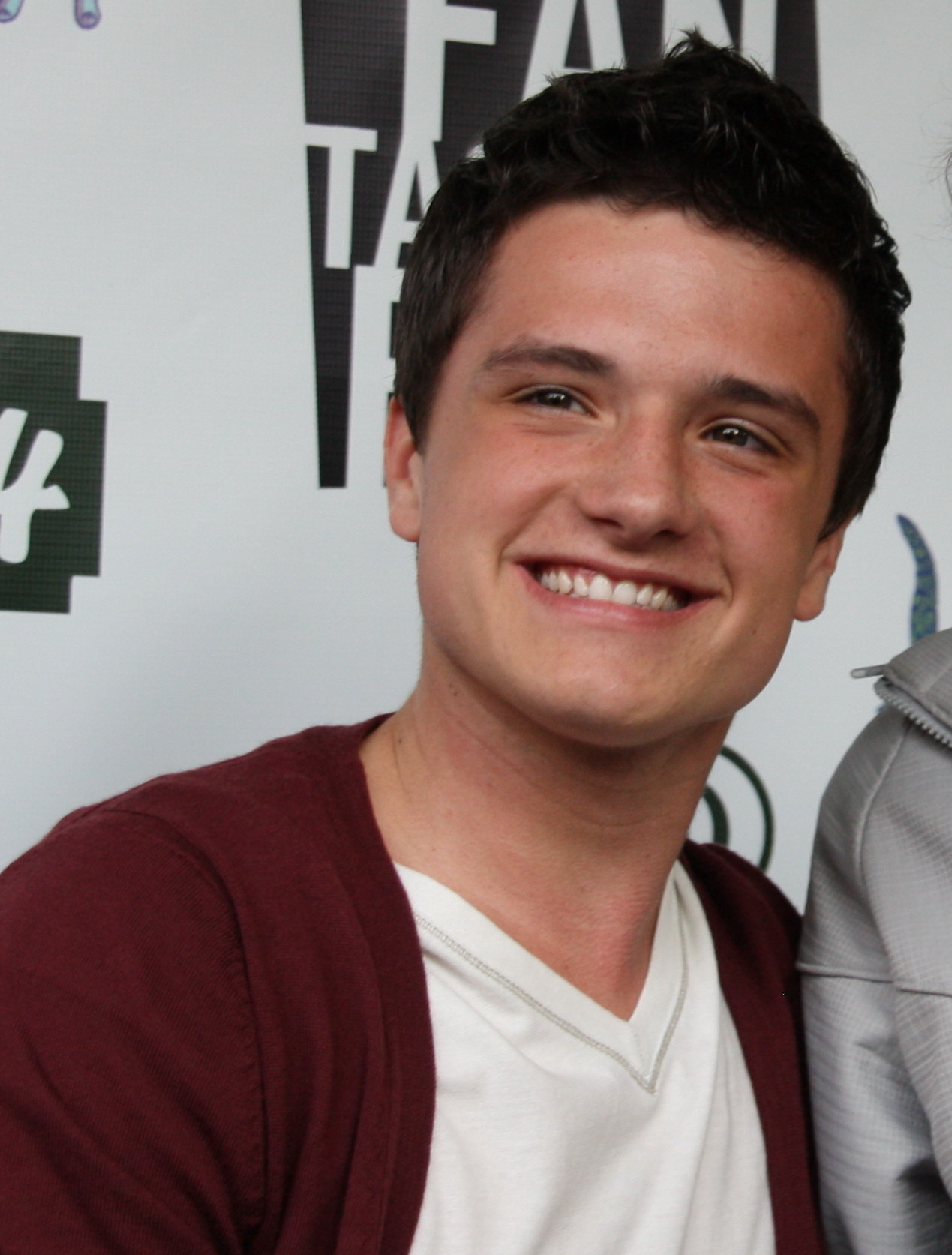
Гатчерсон на прем'єрі Історії одного вампіра в 2009

Перші ролі Гатчерсона були у 2002 році в пілотних епізодах серіалів «Переможець» (The Winner або Becoming Glen) та «Гармидер» (House Blend), в тому ж році він зіграв в одному з епізодів серіалу «Швидка допомога». 2003 року він зіграв головну роль у комедії «Собака-примара» (Miracle Dogs; вийшов на Animal Planet), але справжній успіх прийшов, коли одинадцятирічний актор з'явився в біографічній драмі режисерів Шарі Спрінгер Бермана і Роберта Пульчіні «Американська пишнота» (American Splendor). Перший успіх закріпили ще і декілька проєктів того ж року, серед яких телевізійна драма «Дикі дні» (Wilder Days) Девіда М. Еванса і серіал «Лінія вогню» (Line of Fire). У 2004-му Джош зіграв юного Ті Джея в сімейній комедії Річарда Габая «Королі мототреку» (Motocross Kids). Крім того, юний актор активно залучається і до озвучування анімаційних проєктів, серед робіт 2004 року — японський мультфільм «Мандрівний замок», а також знаменитий «Полярний експрес».
У 2005 році Гатчерсон знявся в декількох голлівудських фільмах: він мав невелику роль у спортивній комедії Вілла Феррелла «Бий і кричи» (Kicking & Screaming), озвучив героя Маркла в англомовній версії аніме «Мандрівний замок» (червень), а також зіграв головну роль в комедійній сімейній мелодрамі Марка Левіна «Маленький Мангеттен» (Little Manhattan; вересень) про першу дитячу любов. За сюжетом, герой Джоша — юний Гейб, закохується у свою однокласницю, Розмарі. Поцілунок Гейба і Розмарі в фільмі став першим реальним поцілунком для акторів Джоша Гатчерсона й Чарлі Рей. Молодший брат Джоша, Коннор, також з'являється в невеликій ролі у цій картині. У листопаді вийшов фільм «Затура: Космічна пригода», який мав позитивні відгуки. 2006 року чотирнадцятирічний актор грає дванадцятирічного підлітка — Карла Мунро в комедії Баррі Зонненфельда «Дурдом на колесах» (RV). Головну роль, батька сімейства Мунро, зіграв Робін Вільямс, а сам фільм був дуже тепло прийнятий публікою і мав дуже хороші касові збори.
У 2007 році Гатчерсон грає в доброму сімейному фільмі Тодда Голленда «Пожежний пес» (Firehouse Dog; вийшов 4 квітня 2007), в якому він зіграв Шейна Феї, сина пожежника, який дружить із бродячим собакою. А в пригодницькій фентезі-драмі «Міст в Терабітію» Джош зіграв учня п'ятого класу Джесса Аарона, який разом зі своєю подругою знайшов чарівне царство в лісі. Потім він з'явився в незалежній драмі «Крилаті істоти» (Winged Creatures) та в пригодницькому фільмі Еріка Бревіга «Подорож до центру Землі» (вийшов 11 липня 2008 року), роль Шона Андерсона — племінника вченого (його зіграв Брендан Фрейзер), що вирушив до центру Землі, 3D-версія однойменного роману Жуля Верна. Знімання до фільму почали в Монреалі в червні 2006 року і закінчили в жовтні того ж року. Ця роль вважається найкращою роллю молодого актора. Він зумів передати все, що відчував його герой з максимальною віддачею і майстерністю. Узагалі, цей фільм-атракціон добився дуже великих касових зборів. Гатчерсон також з'явився в екранізації книги «Історії одного вампіра» (Cirque du Freak: The Vampire's Assistant; 2009) Пола Вайца, Джош зіграв Стіва — друга головного персонажа Дарена.
У 2010 році у нього була роль другого плану у фільмі «Дітки в порядку», граючи Лазера. Гатчерсон сказав, що він хотів би з'явитися в кожному фільмі такого жанру. 4 квітня 2011 року Lionsgate оголосила, що Гатчерсон був взятий, як Піта Мелларк, у фільмі 2012 року, «Голодні ігри». У 2012 році він також з'явився в римейку фільму 1984 року «Червоний світанок».
У 2013—2015 роках вийшло кілька сиквелів «Голодних ігор» за участю Гатчерсона в ролі Піти Мелларка. У 2017—2020 роках виконував головну роль у серіалі Hulu «Людина майбутнього».
У 2023—2024 роках вийшли повнометражні фільми «П'ять ночей у Фредді» та «Бджоляр» із Гатчерсоном у головних ролях, де він зіграв з Елізабет Леіл та Джейсоном Стейтемом, відповідно.

## Особисте життя

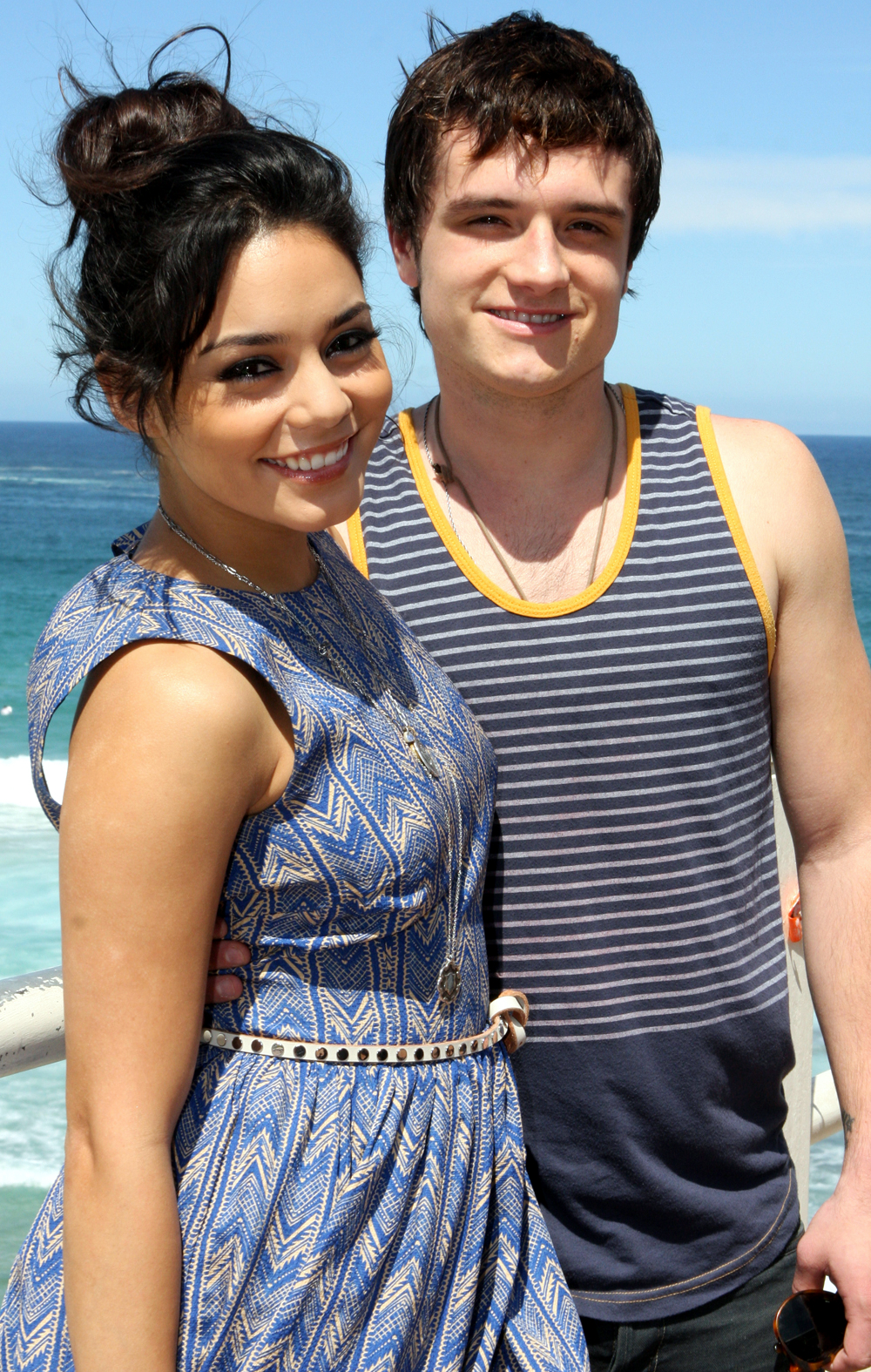
Джош і Ванесса Гадженс, його колега по фільму Подорож 2: Таємничий острів, в січні 2012

Джоша надихається майстерністю Джейка Джилленгола. Іншим джерелом натхнення він назвав актора, режисера та продюсера Філіпа Сеймура Гоффмана.
Зараз Гатчерсон живе в Лос-Анджелесі, Каліфорнія. У травні 2012 року він придбав колишній будинок Гіта Леджера площею 172,9 м2 за 2,5 мільйона доларів у Лорел-Каньйоні, Голлівудські пагорби.
Також є прибічником ЛГБТ-спільноти та активно її підтримує. Його активна участь у ЛГБТ-спільноті пов'язана з тим, що двоє його дядьків були ґеями. У квітні 2012 року він став наймолодшим лауреатом премії Vanguard від GLAAD, яка вручається за підтримку рівних прав ЛГБТ. Що стосується власної сексуальності, то він вважає себе «переважно гетеросексуальним» і не вірить в обмеження ярликами. 2014 року Гатчерсон також працював разом із проєктом «Тревор» та Human-IT. Він розпочав свою кампанію «Power On», яка допомагає молодим ЛГБТ із сільської місцевості формувати спільноти. Кампанія полягала в тому, щоб дарувати старі комп'ютери та мобільні телефони ресурсним центрам ЛГБТ; він розпочав кампанію, подарувавши власний старий комп'ютер. Щороку у 2012—2014 роках він організовував «Баскетбольний матч знаменитостей Джоша Гатчерсона» в Лос-Анджелесі. На цій події збирав кошти та пропагував інформацію для кампанії «Прямо, але не вузько».
Гатчерсон підтримував і активно агітував за сенатора Берні Сандерса на виборах президента США у 2016 і 2020 роках.

## Фільмографія

### Фільми
| Рік  | Назва                                  | Роль              | Примітка                   |
| ---- | -------------------------------------- | ----------------- | -------------------------- |
| 2003 | Американська пишнота                   | Робін             |                            |
| 2004 | Королі мототреку                       | ТіДжей            |                            |
| 2004 | Мандрівний замок                       | Маркл             | озвучка англійської версії |
| 2004 | Полярний експрес                       | хлопчик герой     | додатковий виконавець      |
| 2005 | Остання поїздка                        | Джой              |                            |
| 2005 | Бий і кричи                            | Бакі Вестон       |                            |
| 2005 | Маленький Мангеттен                    | Гейб              | Головна роль               |
| 2005 | Затура: Космічна пригода               | Волтер            |                            |
| 2006 | Дурдом на колесах                      | Карл Манро        |                            |
| 2007 | Міст у Терабітію                       | Джессі Ааронз     | Головна роль               |
| 2007 | Пожежний пес                           | Шейн Фаейн        |                            |
| 2008 | Політ завдовжки в життя                | Джиммі Джасперсен |                            |
| 2008 | Подорож до центру Землі                | Шон               | Головна роль               |
| 2009 | Історія одного вампіра                 | Стів              |                            |
| 2010 | Дітки в порядку                        | Лазер             |                            |
| 2011 | Покарання                              | Клаптон Девіс     |                            |
| 2012 | Подорож 2: Таємничий острів            | Шон               | Головна роль               |
| 2012 | Голодні ігри                           | Піта Мелларк      | Головна роль               |
| 2012 | Гавано, я люблю тебе                   | Теді Еткінс       |                            |
| 2012 | Забуття                                | Джошуа            |                            |
| 2012 | Червоний світанок                      | Роберт            |                            |
| 2013 | Епік                                   | Нод               | озвучка                    |
| 2013 | Голодні ігри: У вогні                  | Піта Мелларк      | Головна роль               |
| 2014 | Голодні ігри: Переспівниця. Частина І  | Піта Мелларк      | Головна роль               |
| 2014 | Ескобар: Втрачений рай                 | Нік               |                            |
| 2015 | Голодні ігри: Переспівниця. Частина ІІ | Піта Мелларк      | Головна роль               |
| 2017 | І програли бій                         | Вінні             | Головна роль               |
| 2017 | Вбити за лайк                          | Тобі Мітчел       | Головна роль               |
| 2019 | Гра з вогнем                           | Біллі             |                            |
| 2022 | За річкою, в тіні дерев                | Джексон           |                            |
| 2023 | П'ять ночей у Фредді                   | Майк Шмідт        | Головна роль               |
| 2023 | 57 секунд                              | Франклін Фаусті   | Головна роль               |
| 2024 | Бджоляр                                | Дерек Денфорт     |                            |
| 2025 | П'ять ночей у Фредді 2                 | Майк Шмідт        |                            |
| ТВА  | Довгий будинок                         | Натан Вайнер      | Головна роль               |
| ТВА  | Littlemouth                            | ТВА               |                            |

### Серіали
| Рік       | Назва               | Роль                       | Примітка                                          |
| --------- | ------------------- | -------------------------- | ------------------------------------------------- |
| 2002      | Переможець          | Молодий Глен               | ТВ фільм                                          |
| 2002      | Гармидер            | Нікі Гарпер                | ТВ фільм                                          |
| 2002      | Швидка допомога     | Мет                        | Епізод: «First Snowfall»                          |
| 2003      | Жіноча бригада      | Мет'ю Інвуд                | Епізод: «Till Death Do Us Part»                   |
| 2003      | Собака-примара      | Чарлі Логан                | ТВ фільм                                          |
| 2003      | Дикі дні            | Кріс Морс                  | ТВ фільм                                          |
| 2003      | Лінія вогню         | Доні Роулінс               | Епізод: «Take the Money and Run»                  |
| 2004      | Батько Едді         | Едді Корбет                | ТВ фільм                                          |
| 2004      | Веселий фургон      | Тод. І Барлі               | ТВ фільм, озвучка                                 |
| 2004      | Ліга Справедливості | Ван-Ел / Молодий Брюс Уейн | Озвучка, епізод: «For the Man Who Has Everything» |
| 2010      | Третє правило       | Чак                        | Короткометражка                                   |
| 2012      | Припанковані        | Себе                       | Епізод: «Lucy Hale»                               |
| 2017-2020 | Людина майбутнього  | Джош Майбутенко            | Головна роль                                      |

## Нагороди і номінації
| Рік  | Назва роботи                          | Нагорода                                  | Категорія                                                                              | Результат | Примітка |
| ---- | ------------------------------------- | ----------------------------------------- | -------------------------------------------------------------------------------------- | --------- | -------- |
| 2004 | Дикі дні                              | Young Artist Awards                       | «Найкраща роль в телевізійному кіно, серіалі — провідний молодий актор»                | Номінація | [ 13 ]   |
| 2005 | Королі мототреку                      | Young Artist Awards                       | «Найкраще виконання в художньому фільмі — молодого акторський склад»                   | Номінація | [ 14 ]   |
| 2005 | Полярний експрес                      | Young Artist Awards                       | «Видатний молодий акторський склад у новому середовищі»                                | Перемога  | [ 14 ]   |
| 2006 | Затура: Космічна пригода              | Young Artist Awards                       | «Найкраще виконання в художньому фільмі (комедія або драма) — провідний молодий актор» | Перемога  | [ 15 ]   |
| 2006 | Затура: Космічна пригода              | Сатурн                                    | «Найкраще виконання ролі молодим актором»                                              | Номінація | [ 15 ]   |
| 2007 | Дурдом на колесах                     | Young Artist Awards                       | «Найкраще виконання в художньому фільмі — провідний молодий актор»                     | Номінація | [ 16 ]   |
| 2008 | Міст у Терабітію                      | Young Artist Awards                       | «Найкраще виконання в художньому фільмі — провідний молодий актор»                     | Перемога  | [ 17 ]   |
| 2008 | Міст у Терабітію                      | Young Artist Awards                       | «Найкраще виконання в художньому фільмі — молодий акторський склад»                    | Перемога  | [ 17 ]   |
| 2009 | Подорож до центру Землі               | Young Artist Awards                       | «Найкраще виконання в художньому фільмі — провідний молодий актор»                     | Номінація | [ 18 ]   |
| 2010 | Дітки в порядку                       |                                           |                                                                                        |           |          |
| 2010 | Дітки в порядку                       | Спілка кінокритиків Бостона               | «Найкращий акторський склад»                                                           | Номінація | [ 19 ]   |
| 2010 | Дітки в порядку                       | Gotham Awards                             | «Найкращий акторський ансамбль»                                                        | Номінація | [ 20 ]   |
| 2011 | Дітки в порядку                       | Премія Гільдії кіноакторів США            | «Найкращий акторський склад в ігровому кіно»                                           | Номінація | [ 21 ]   |
| 2011 | Дітки в порядку                       | Broadcast Film Critics Association Awards | «Найкращий акторський склад»                                                           | Номінація | [ 22 ]   |
| 2011 | Дітки в порядку                       | Альянс жінок-кіножурналістів              | «Найкращий акторський склад»                                                           | Перемога  | [ 23 ]   |
| 2012 | Голодні ігри                          | Teen Choice Awards                        | «Кіноактор: Sci-Fi/Fantasy»                                                            | Перемога  | [ 24 ]   |
| 2012 | Голодні ігри                          | Teen Choice Awards                        | «Liplock»                                                                              | Перемога  | [ 24 ]   |
| 2012 | Голодні ігри                          | Кінонагороди MTV                          | «Найкращий поцілунок»                                                                  | Номінація | [ 25 ]   |
| 2012 | Голодні ігри                          | Кінонагороди MTV                          | «Найкращий акторський склад»                                                           | Номінація | [ 25 ]   |
| 2012 | Голодні ігри                          | Кінонагороди MTV                          | Найкраще виконання                                                                     | Перемога  | [ 25 ]   |
| 2012 | Голодні ігри                          | Кінонагороди MTV                          | «Найкращий бій»                                                                        | Перемога  | [ 25 ]   |
| 2012 | Голодні ігри                          | NewNowNext Awards                         | «Наступна мега зірка»                                                                  | Перемога  | [ 26 ]   |
| 2012 | Голодні ігри                          | CinemaCon Award                           | «Прорив року»                                                                          | Перемога  | [ 27 ]   |
| 2012 | Голодні ігри                          | Do Something Awards                       | «Кінозірка — чоловік»                                                                  | Перемога  | [ 28 ]   |
| 2013 | Голодні ігри                          | Вибір народу                              | «Улюблена екранна хімія»                                                               | Перемога  | [ 29 ]   |
| 2014 | Голодні ігри: У вогні                 | Кінонагороди MTV                          | «За найкраще виконання чоловічої ролі»                                                 | Перемога  | [ 25 ]   |
| 2014 | Голодні ігри: У вогні                 | Teen Choice Awards                        | «Кіноактор: Sci-Fi/Fantasy»                                                            | Перемога  | [ 30 ]   |
| 2015 | Голодні ігри: Переспівниця. Частина І | Teen Choice Awards                        | «Кіноактор: Sci-Fi/Fantasy»                                                            | Перемога  | [ 31 ]   |

### Державні ордени та відзнаки
Гатчерсон має звання полковника Співдружності Кентуккі.